# Palaeaspilates
Palaeaspilates is een geslacht van vlinders van de familie spanners (Geometridae), uit de onderfamilie Sterrhinae.

## Soorten
- P. carnea (Warren, 1914)
- P. inoffensa Warren, 1894
- P. ocularia Fabricius, 1775
- P. reducta Wiltshire, 1981
- P. rufaria Warren, 1896
- P. sublutearia (Wiltshire, 1977)